# آکاسیای مرنسی
آکاسیا مرنسی (نام علمی: Acacia mearnsii) نام یک گونه از سرده آکاسیا است.